# Dreiband-Europameisterschaft der Junioren 2014

Logo CEB (ausrichtender Verband)

Die Dreiband-Europameisterschaft der Junioren 2014 war ein Turnier in der Karambolagedisziplin Dreiband und fand vom 18. bis 21. April in Zevenbergen statt.

## Modus
Gespielt wurde mit 16 Teilnehmern in vier Gruppen à vier Spielern im Round-Robin-Modus. Die beiden Gruppenbesten qualifizierten sich für das Viertelfinale.
Gespielt wurde in der Gruppenphase bis 25 Punkte oder 50 Aufnahmen und in der KO-Runde bis 30 Punkte oder 50 Aufnahmen.

## Qualifikation
| Abschlusstabelle Gruppe A | Abschlusstabelle Gruppe A | Abschlusstabelle Gruppe A | Abschlusstabelle Gruppe A | Abschlusstabelle Gruppe A | Abschlusstabelle Gruppe A | Abschlusstabelle Gruppe A | Abschlusstabelle Gruppe A | Abschlusstabelle Gruppe A |
| Platz                     | Name                      | MP                        | Pkte                      | Aufn.                     | GD                        | BED                       | HS                        |                           |
| ------------------------- | ------------------------- | ------------------------- | ------------------------- | ------------------------- | ------------------------- | ------------------------- | ------------------------- | ------------------------- |
| 1                         | Andy de Bondt             | 5:1                       | 75                        | 82                        | 0,914                     | 1,000                     | 10                        |                           |
| 2                         | Alexis Rouaud             | 5:1                       | 75                        | 91                        | 0,824                     | 0,892                     | 6                         |                           |
| 3                         | José Soares               | 1:5                       | 62                        | 92                        | 0,673                     | 0,757                     | 5                         |                           |
| 4                         | Tobias Bouerdick          | 1:5                       | 59                        | 91                        | 0,648                     | 0,757                     | 5                         |                           |

| Abschlusstabelle Gruppe B | Abschlusstabelle Gruppe B | Abschlusstabelle Gruppe B | Abschlusstabelle Gruppe B | Abschlusstabelle Gruppe B | Abschlusstabelle Gruppe B | Abschlusstabelle Gruppe B | Abschlusstabelle Gruppe B | Abschlusstabelle Gruppe B |
| Platz                     | Name                      | MP                        | Pkte                      | Aufn.                     | GD                        | BED                       | HS                        |                           |
| ------------------------- | ------------------------- | ------------------------- | ------------------------- | ------------------------- | ------------------------- | ------------------------- | ------------------------- | ------------------------- |
| 1                         | Wesley van Apers          | 6:0                       | 75                        | 117                       | 0,641                     | 0,694                     | 5                         |                           |
| 2                         | Adrien Tachoire           | 4:2                       | 70                        | 92                        | 0,760                     | 0,925                     | 6                         |                           |
| 3                         | Patrick Butora            | 2:4                       | 55                        | 101                       | 0,544                     | 0,657                     | 3                         |                           |
| 4                         | Saud Muhovic              | 0:6                       | 47                        | 112                       | 0,419                     | -                         | 3                         |                           |

| Abschlusstabelle Gruppe C | Abschlusstabelle Gruppe C | Abschlusstabelle Gruppe C | Abschlusstabelle Gruppe C | Abschlusstabelle Gruppe C | Abschlusstabelle Gruppe C | Abschlusstabelle Gruppe C | Abschlusstabelle Gruppe C | Abschlusstabelle Gruppe C |
| Platz                     | Name                      | MP                        | Pkte                      | Aufn.                     | GD                        | BED                       | HS                        |                           |
| ------------------------- | ------------------------- | ------------------------- | ------------------------- | ------------------------- | ------------------------- | ------------------------- | ------------------------- | ------------------------- |
| 1                         | Sergio Aparicio           | 5:1                       | 75                        | 63                        | 1,190                     | 1,923                     | 5                         |                           |
| 2                         | Jordy de Kruijf           | 4:2                       | 75                        | 117                       | 0,641                     | 0,806                     | 6                         |                           |
| 3                         | João Pedro Ferreira       | 3:3                       | 58                        | 84                        | 0,690                     | 0,781                     | 5                         |                           |
| 4                         | Tobias Schramm            | 0:6                       | 54                        | 98                        | 0,551                     | -                         | 4                         |                           |

| Abschlusstabelle Gruppe D | Abschlusstabelle Gruppe D | Abschlusstabelle Gruppe D | Abschlusstabelle Gruppe D | Abschlusstabelle Gruppe D | Abschlusstabelle Gruppe D | Abschlusstabelle Gruppe D | Abschlusstabelle Gruppe D | Abschlusstabelle Gruppe D |
| Platz                     | Name                      | MP                        | Pkte                      | Aufn.                     | GD                        | BED                       | HS                        |                           |
| ------------------------- | ------------------------- | ------------------------- | ------------------------- | ------------------------- | ------------------------- | ------------------------- | ------------------------- | ------------------------- |
| 1                         | Antonio Montes            | 6:0                       | 75                        | 50                        | 1,500                     | 2,727                     | 6                         |                           |
| 2                         | Berkay Karakurt           | 4:2                       | 74                        | 55                        | 1,345                     | 2,727                     | 9                         |                           |
| 3                         | Adam Kozak                | 2:4                       | 43                        | 68                        | 0,632                     | 0,625                     | 5                         |                           |
| 4                         | Michael Vink              | 0:6                       | 39                        | 73                        | 0,534                     | -                         | 3                         |                           |

## Endrunde
|  | Viertelfinale Spiel bis 30 Punkte | Viertelfinale Spiel bis 30 Punkte | Viertelfinale Spiel bis 30 Punkte | Viertelfinale Spiel bis 30 Punkte | Viertelfinale Spiel bis 30 Punkte | Viertelfinale Spiel bis 30 Punkte |                 |                  | Halbfinale Spiel bis 30 Punkte | Halbfinale Spiel bis 30 Punkte | Halbfinale Spiel bis 30 Punkte | Halbfinale Spiel bis 30 Punkte | Halbfinale Spiel bis 30 Punkte | Halbfinale Spiel bis 30 Punkte |      |      | Finale Spiel bis 30 Punkte | Finale Spiel bis 30 Punkte | Finale Spiel bis 30 Punkte | Finale Spiel bis 30 Punkte | Finale Spiel bis 30 Punkte | Finale Spiel bis 30 Punkte |
|  |                                   |                                   |                                   |                                   |                                   |                                   |                 |                  |                                |                                |                                |                                |                                |                                |      |      |                            |                            |                            |                            |                            |                            |
|  |                                   | MP                                | Pkt.                              | Auf.                              | ED                                | HS                                |                 |                  |                                |                                |                                |                                |                                |                                |      |      |                            |                            |                            |                            |                            |                            |
|  |                                   | MP                                | Pkt.                              | Auf.                              | ED                                | HS                                |                 |                  |                                |                                |                                |                                |                                |                                |      |      |                            |                            |                            |                            |                            |                            |
|  | Antonio Montes                    | 2                                 | 30                                | 29                                | 1,034                             | 6                                 |                 |                  |                                |                                |                                |                                |                                |                                |      |      |                            |                            |                            |                            |                            |                            |
|  | Antonio Montes                    | 2                                 | 30                                | 29                                | 1,034                             | 6                                 |                 | MP               | Pkt.                           | Auf.                           | ED                             | HS                             |                                |                                |      |      |                            |                            |                            |                            |                            |                            |
|  | Alexis Rouaud                     | 0                                 | 16                                | 29                                | 0,551                             | 3                                 |                 | MP               | Pkt.                           | Auf.                           | ED                             | HS                             |                                |                                |      |      |                            |                            |                            |                            |                            |                            |
|  | Alexis Rouaud                     | 0                                 | 16                                | 29                                | 0,551                             | 3                                 | Antonio Montes  | 2                | 30                             | 27                             | 1,111                          | 4                              |                                |                                |      |      |                            |                            |                            |                            |                            |                            |
|  |                                   | MP                                | Pkt.                              | Auf.                              | ED                                | HS                                | Antonio Montes  | 2                | 30                             | 27                             | 1,111                          | 4                              |                                |                                |      |      |                            |                            |                            |                            |                            |                            |
|  |                                   | MP                                | Pkt.                              | Auf.                              | ED                                | HS                                |                 | Wesley van Apers | 0                              | 16                             | 27                             | 0,592                          | 6                              |                                |      |      |                            |                            |                            |                            |                            |                            |
|  | Wesley van Apers                  | 2                                 | 30                                | 37                                | 0,810                             | 5                                 |                 | Wesley van Apers | 0                              | 16                             | 27                             | 0,592                          | 6                              |                                |      |      |                            |                            |                            |                            |                            |                            |
|  | Wesley van Apers                  | 2                                 | 30                                | 37                                | 0,810                             | 5                                 |                 |                  |                                |                                |                                |                                |                                | MP                             | Pkt. | Auf. | ED                         | HS                         |                            |                            |                            |                            |
|  | Jordy de Kruijf                   | 0                                 | 28                                | 37                                | 0,756                             | 4                                 |                 |                  |                                |                                |                                |                                |                                | MP                             | Pkt. | Auf. | ED                         | HS                         |                            |                            |                            |                            |
|  | Jordy de Kruijf                   | 0                                 | 28                                | 37                                | 0,756                             | 4                                 | Antonio Montes  | 2                | 30                             | 23                             | 1,304                          | 5                              |                                |                                |      |      |                            |                            |                            |                            |                            |                            |
|  |                                   | MP                                | Pkt.                              | Auf.                              | ED                                | HS                                | Antonio Montes  | 2                | 30                             | 23                             | 1,304                          | 5                              |                                |                                |      |      |                            |                            |                            |                            |                            |                            |
|  |                                   | MP                                | Pkt.                              | Auf.                              | ED                                | HS                                |                 | Adrien Tachoire  | 0                              | 21                             | 23                             | 0,913                          | 5                              |                                |      |      |                            |                            |                            |                            |                            |                            |
|  | Sergio Aparicio                   | 0                                 | 16                                | 29                                | 0,551                             | 3                                 |                 | Adrien Tachoire  | 0                              | 21                             | 23                             | 0,913                          | 5                              |                                |      |      |                            |                            |                            |                            |                            |                            |
|  | Sergio Aparicio                   | 0                                 | 16                                | 29                                | 0,551                             | 3                                 |                 | MP               | Pkt.                           | Auf.                           | ED                             | HS                             |                                |                                |      |      |                            |                            |                            |                            |                            |                            |
|  | Adrien Tachoire                   | 2                                 | 30                                | 29                                | 1,034                             | 6                                 |                 | MP               | Pkt.                           | Auf.                           | ED                             | HS                             |                                |                                |      |      |                            |                            |                            |                            |                            |                            |
|  | Adrien Tachoire                   | 2                                 | 30                                | 29                                | 1,034                             | 6                                 | Adrien Tachoire | 2                | 30                             | 24                             | 1,250                          | 7                              |                                |                                |      |      |                            |                            |                            |                            |                            |                            |
|  |                                   | MP                                | Pkt.                              | Auf.                              | ED                                | HS                                | Adrien Tachoire | 2                | 30                             | 24                             | 1,250                          | 7                              |                                |                                |      |      |                            |                            |                            |                            |                            |                            |
|  |                                   | MP                                | Pkt.                              | Auf.                              | ED                                | HS                                |                 | Berkay Karakurt  | 0                              | 29                             | 24                             | 1,208                          | 4                              |                                |      |      |                            |                            |                            |                            |                            |                            |
|  | Andy de Bondt                     | 0                                 | 22                                | 32                                | 0,687                             | 4                                 |                 | Berkay Karakurt  | 0                              | 29                             | 24                             | 1,208                          | 4                              |                                |      |      |                            |                            |                            |                            |                            |                            |
|  | Andy de Bondt                     | 0                                 | 22                                | 32                                | 0,687                             | 4                                 |                 |                  |                                |                                |                                |                                |                                |                                |      |      |                            |                            |                            |                            |                            |                            |
|  | Berkay Karakurt                   | 2                                 | 30                                | 32                                | 0,937                             | 6                                 |                 |                  |                                |                                |                                |                                |                                |                                |      |      |                            |                            |                            |                            |                            |                            |
|  | Berkay Karakurt                   | 2                                 | 30                                | 32                                | 0,937                             | 6                                 |                 |                  |                                |                                |                                |                                |                                |                                |      |      |                            |                            |                            |                            |                            |                            |

Quellen:

## Abschlusstabelle
| MP    | Match Points (Sieger = 2; Unentschieden = 1; Verlierer = 0) |
| Pkte. | Erzielte Karambolagen                                       |
| Aufn. | Benötigte Versuche                                          |
| GD    | Generaldurchschnitt                                         |
| BED   | Bester Einzeldurchschnitt eines Spielers                    |
| HS    | Höchstserie                                                 |
|       | Bester GD des Turniers                                      |
|       | Bester ED des Turniers                                      |
|       | Beste HS des Turniers                                       |
|       | 1. Platz (Gold)                                             |
|       | 2. Platz (Silber)                                           |
|       | 3. Platz (Bronze)                                           |

| Endklassement              | Endklassement | Endklassement       | Endklassement | Endklassement | Endklassement | Endklassement | Endklassement | Endklassement |
| Phase                      | Platz         | Name                | MP            | Pkt.          | Aufn.         | GD            | BED           | HS            |
| -------------------------- | ------------- | ------------------- | ------------- | ------------- | ------------- | ------------- | ------------- | ------------- |
| Finale                     | 1             | Antonio Montes      | 12:0          | 165           | 129           | 1,279         | 2,272         | 6             |
| Finale                     | 2             | Adrien Tachoire     | 8:4           | 151           | 168           | 0,898         | 1,250         | 7             |
| Halb- finale               | 3             | Wesley van Apers    | 8:2           | 121           | 181           | 0,668         | 0,810         | 6             |
| Halb- finale               | 3             | Berkay Karakurt     | 6:4           | 133           | 111           | 1,198         | 2,272         | 9             |
| Viertel- finale            | 5             | Sergio Aparicio     | 5:3           | 91            | 92            | 0,989         | 1,923         | 5             |
| Viertel- finale            | 6             | Andy de Bondt       | 5:3           | 97            | 114           | 0,850         | 1,000         | 10            |
| Viertel- finale            | 7             | Alexis Rouaud       | 5:3           | 91            | 120           | 0,758         | 0,892         | 6             |
| Viertel- finale            | 8             | Jordy de Kruijf     | 4:4           | 102           | 154           | 0,668         | 0,806         | 6             |
| Gruppen- phase             | 9             | João Pedro Ferreira | 3:3           | 58            | 84            | 0,690         | 0,781         | 5             |
| Gruppen- phase             | 10            | Adam Kozak          | 2:4           | 43            | 68            | 0,632         | 0,625         | 5             |
| Gruppen- phase             | 11            | Patrick Butora      | 2:4           | 55            | 101           | 0,544         | 0,657         | 3             |
| Gruppen- phase             | 12            | José Soares         | 1:5           | 62            | 92            | 0,673         | 0,757         | 5             |
| Gruppen- phase             | 13            | Tobias Bouerdick    | 1:5           | 59            | 91            | 0,648         | 0,757         | 5             |
| Gruppen- phase             | 14            | Tobias Schramm      | 0:6           | 54            | 98            | 0,551         | -             | 4             |
| Gruppen- phase             | 15            | Michael Vink        | 0:6           | 39            | 73            | 0,534         | -             | 3             |
| Gruppen- phase             | 16            | Saud Muhovic        | 0:6           | 47            | 112           | 0,419         | -             | 3             |
| Turnierdurchschnitt: 0,745 |               |                     |               |               |               |               |               |               |